# Saint-Ciers-de-Canesse
St-Ciers-de-Canesse is een dorp en gemeente in het departement Gironde. Het ligt vlak bij de Gironde in een streek die weleens de "Haute Gironde" wordt genoemd. Het ligt in de nabije omgeving van citadelstadjes als Blaye en Bourg-sur-Gironde.
In dit dorp staan enkele oude gebouwen, zoals de mairie annex het schooltje en een Romaans kerkje.
In de buurt kun je wandelen of fietsen. Er zijn enkele archeologische plaatsen zoals grotten met muurschilderingen en een Gallo-Romeinse villa in Plassac.
Ook wijn proeven behoort tot de mogelijkheden in deze streek die behoort tot de Bordeaux.

## Demografie
Onderstaande figuur toont het verloop van het inwonertal (bron: INSEE-tellingen).

1. ↑  Populations de référence 2022.